# 科馬爾戈羅德
48°31′54″N 28°36′20″E / 48.53167°N 28.60556°E
科馬爾戈羅德（烏克蘭語：Комаргород），是烏克蘭的村落，位於該國西南部文尼察州，由圖利欽區負責管轄，始建於1459年，面積7.19平方公里，海拔高度220米，2001年人口2,469，人口密度每平方公里343.63人。